# Dammartin-en-Goële
Dammartin-en-Goële è un comune francese di 8 058 abitanti situato nel dipartimento di Senna e Marna nella regione dell'Île-de-France.

## Società

### Evoluzione demografica
Abitanti censiti